# Koprowa Studnia

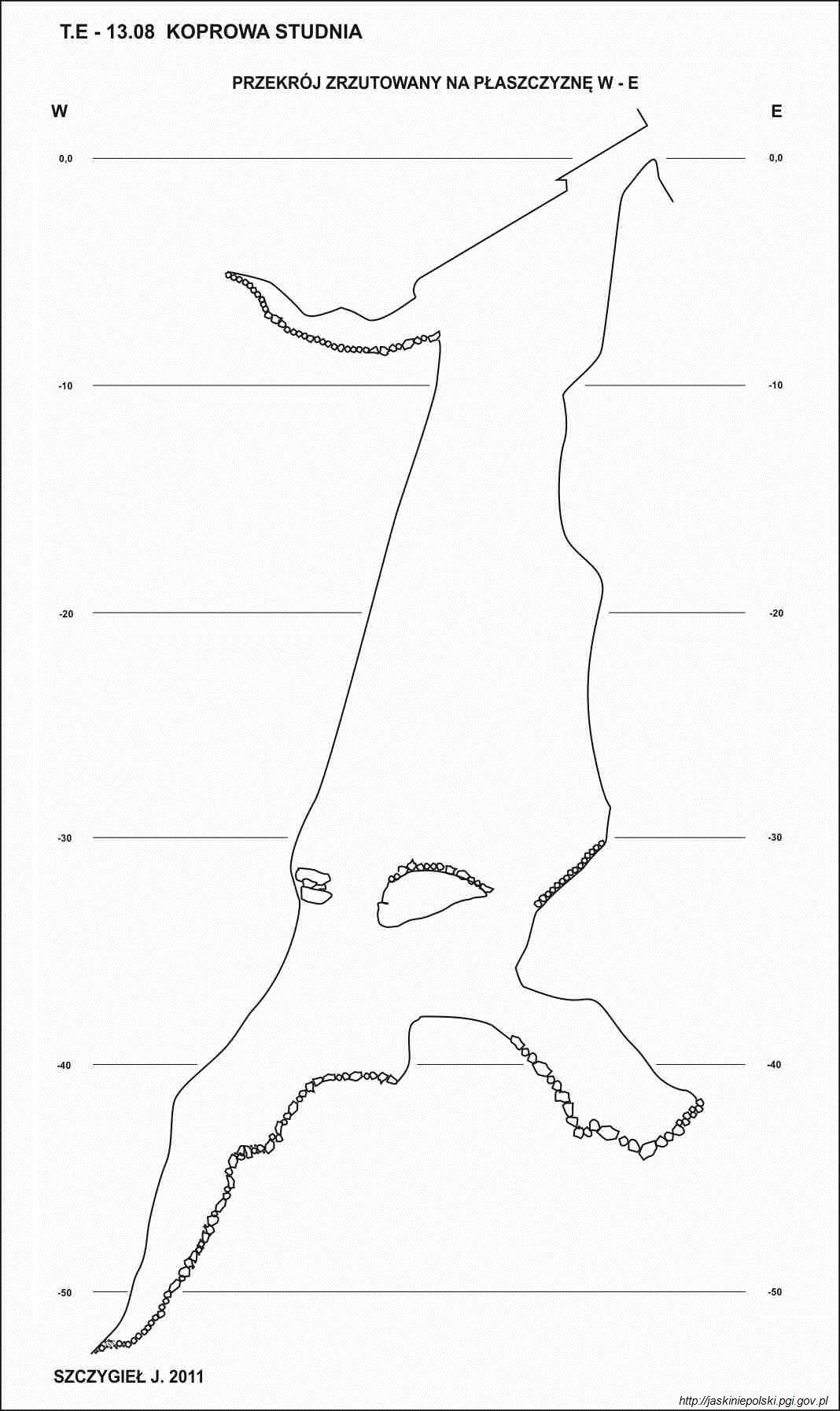
Przekrój jaskini

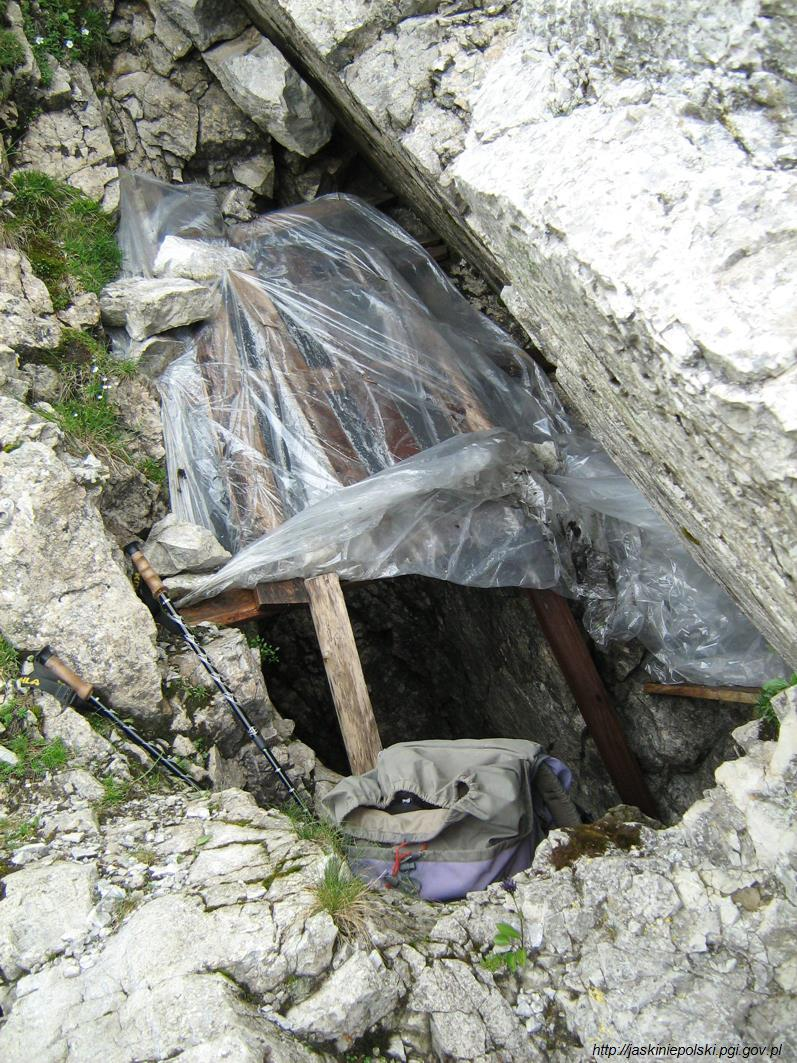
Otwór jaskini

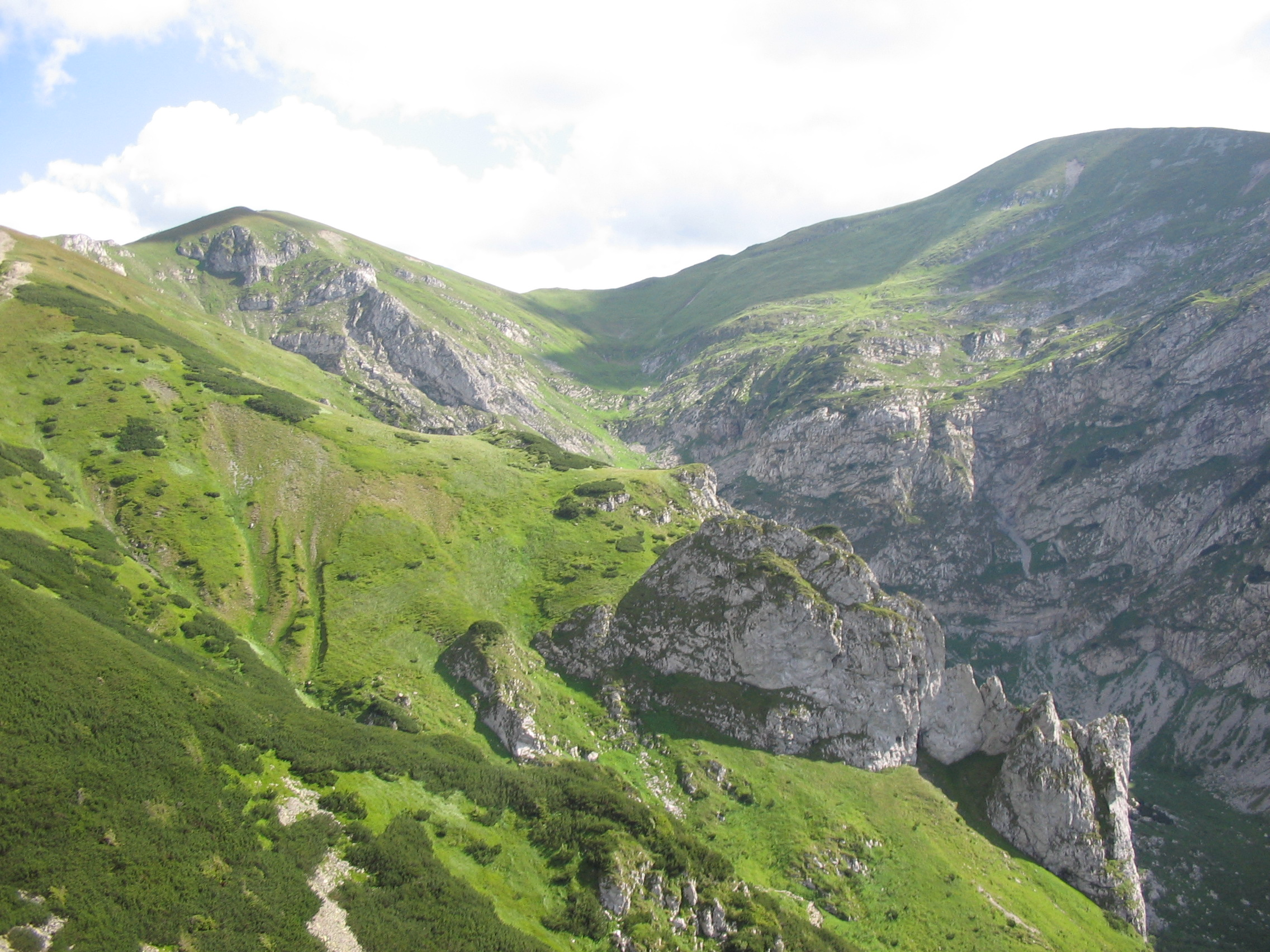
Dolina Małej Łąki. W głębi po lewej widoczny Koprowy Żleb

Koprowa Studnia – jaskinia w stoku Kopy Kondrackiej w Dolinie Małej Łąki w Tatrach Zachodnich. Wejście do niej znajduje się na wysokości 1808 m n.p.m. w północno-zachodniej grzędzie Kopy Kondrackiej ograniczającej od zachodniej strony Koprowy Żleb. Długość jaskini wynosi 106 metrów, deniwelacja 52 metry. W pobliżu znajduje się Jaskinia Świstacza. Prawdopodobnie w przeszłości tworzyła z tą jaskinią jeden system jaskiniowy.

## Opis jaskini
Koprowa Studnia ma przebieg wschód-zachód. Jej główną częścią jest 38-metrowa studnia do której wchodzi się wprost z otworu jaskini (właściwie są to dwa niewielkie otwory obok siebie). Z dna studni odchodzą dwa korytarze. Jednym przez zacisk i niewielki prożek można dostać się do podłużnej salki, drugi prowadzi przez stromą pochylnię do niewielkiej studni. Jej dno nazwane Komórką Końcową stanowi najniższy punkt jaskini.

## Przyroda
W jaskini brak jest szaty naciekowej. Ściany są mokre. Często przez cały rok zalega w niej zlodowaciały śnieg. 
W najniższym punkcie jaskini wyczuwa się silny przewiew, co może świadczyć o możliwości połączenia Koprowej Studni z którąś z wielkich jaskiń, np. Śnieżną Studnią.

## Historia odkryć
Otwór jaskini był znany od dawna. Marian Kruczek i Stanisław Wójcik jako pierwsi grotołazi dotarli do niej na podstawie wskazówek bacy Mrozika i dotarli do poziomu −30 metrów 11 lipca 1960 roku. Trzy lata później badania jaskini kontynuowane były przez grotołazów z Krakowa.
We wrześniu 2011 roku sporządzono nową dokumentację kartograficzną jaskini.